# Tropidocephala tuberipennis
Tropidocephala tuberipennis är en insektsart som först beskrevs av Étienne Mulsant och Claudius Rey 1855.  Tropidocephala tuberipennis ingår i släktet Tropidocephala och familjen sporrstritar. Inga underarter finns listade i Catalogue of Life.